# 小野令夫
小野 令夫（おの れいお、1964年7月26日 - ）は、日本のインテリアデザイナー。アパレルを中心とする商業施設のほか、個人住宅も手掛ける。
三谷幸喜邸をデザインした時のエピソードを映画化した『みんなのいえ』の唐沢寿明が演じるデザイナーのモデルである。
また、所ジョージの世田谷ベースをデザインした事でも知られる。

## 略歴
- 1964年東京都に生まれる。
- 小学校時代をフランスパリで過ごす。
- 桑沢デザイン研究所在校中から（株）サザビー、家具事業部に勤務、
- 1988年、株式会社ユナイテッドパシフィックス設立。中目黒、東山に直営インテリアショップPacific Furniture Service開店。
- 2007年4月、Tristar Manufacturing Co.,Ltd.設立。

## 主要取引先
- 株式会社ワールド
- 株式会社トゥモローランド
- 株式会社イクスピアリ
- 株式会社フジマキジャパン